# Can Carbonell (Canet de Mar)
Can Carbonell és una obra modernista de Canet de Mar (Maresme) protegida com a Bé Cultural d'Interès Local.

## Descripció
Xalet amb planta baixa i pis. Té un jardí que l'envolta. Maons i teules a la façana com a ornamentació.

## Història
El Passeig de la Misericòrdia fou realitzat el segle xix. Aquest passeig està flanquejat per torres a les dues bandes. És un espai urbanístic que cal conservar.